# Fundació Heidar Aliev
La Fundació Heidar Aliev (àzeri: Heydər Əliyev Fondu) és una organització social i pública sense ànim de lucre de l'Azerbaidjan. El president de la Fundació Heidar Aliev és Mehriban Alieva, l'actual primera dama i vicepresidenta de l'Azerbaidjan.

## Història
La inauguració oficial de la Fundació va ser el 10 de maig del 2004.
Els objectius de la Fundació:
- Donar suport i propagar la política de desenvolupament socioeconòmic i cultural del país;
- Ajudar en la implementació de programes i projectes a gran escala;
- Desenvolupar i implementar programes i projectes relacionats amb la ciència, l'educació, la cultura, la salut, els esports, l'ecologia i etc.;
- Ampliar la cooperació i projectes conjunts;
- Col·laborar amb institucions educatives de la república i països estrangers
- Ajudar a dur a terme investigacions científiques;
- Organitzar l'intercanvi d'acadèmics amb centres de recerca coneguts a l'estranger.

## Activitat
El 2016 les catacumbes de Sant Marcel·lí i Sant Pere fossin restaurades per la fundació Heydar Aliyev en base a un acord signat el 2012.
La fundació Heydar Aliyev és la iniciadora i principal patrocinadora del Festival Internacional “Món del Mugam”.